# Европско првенство у атлетици на отвореном 2018 — 5.000 метара за жене
Такмичење у трчању на 5.000 метара у женској конкуренцији на Европском првенству у атлетици 2018. у Берлину одржано је 12. августа на Олимпијском стадиону.
Титулу освојену у Амстердаму 2016 није одбранила Јасемин Џан из Турске.

## Земље учеснице
Учествовале су 19 такмичарки из 11 земаља.
1. Аустрија (1)
2. Белгија (1)
3. Израел (1)
4. Немачка (3)
5. Пољска (2)
6. Румунија (1)
7. Турска (1)
8. Уједињено Краљевство (3)
9. Украјина (1)
10. Холандија (3)
11. Шведска (2)

## Рекорди
| Рекорди пре почетка Европског првенства 2018.     | Рекорди пре почетка Европског првенства 2018. | Рекорди пре почетка Европског првенства 2018. | Рекорди пре почетка Европског првенства 2018. | Рекорди пре почетка Европског првенства 2018. | Рекорди пре почетка Европског првенства 2018. |
| ------------------------------------------------- | --------------------------------------------- | --------------------------------------------- | --------------------------------------------- | --------------------------------------------- | --------------------------------------------- |
| Олимпијски рекорд                                 | Вивијан Јепкемои Черијот                      | Кенија                                        | 14:26,17                                      | Рио де Жанеиро, Бразил                        | 19. август 2016.                              |
| Светски рекорд                                    | Тирунеш Дибаба                                | Етиопија                                      | 14:11,15                                      | Осло, Норвешка                                | 6. јун 2008.                                  |
| Европски рекорд                                   | Сифан Хасан                                   | Холандија                                     | 14:22,34                                      | Рабат, Мароко                                 | 13. јул 2018.                                 |
| Рекорди Европских првенстава                      | Елван Абејлегасе                              | Турска                                        | 14:54,44                                      | Барселона, Шпанија                            | 1. август 2010.                               |
| Светски резултат сезоне                           | Хелен Обири                                   | Етиопија                                      | 14:21,75                                      | Рабат, Мароко                                 | 13. јул 2018.                                 |
| Европски резултат сезоне                          | Сифан Хасан                                   | Холандија                                     | 14:22,34                                      | Рабат, Мароко                                 | 13. јул 2018.                                 |
| Рекорди после завршеног Европског првенства 2018. |                                               |                                               |                                               |                                               |                                               |
| Рекорди Европских првенстава                      | Сифан Хасан                                   | Холандија                                     | 14:46,12                                      | Берлин, Немачка                               | 12. август 2018.                              |

### Најбољи европски резултати у 2018. години
Десет најбржих европских атлетичарки на 5.000 метара 2018. године до почетка првенства (6. августа 2018), имале су следећи пласман на европској и светској ранг листи. (СРЛ),
| 1.  | Сифан Хасан          | Холандија        | 14:22,34 | 13. јул | 2. СРЛ  |
| 2.  | Ајлиш Маколган       | Велика Британија | 14:52,83 | 13. јул | 9. СРЛ  |
| 3.  | Мераф Бахта          | Шведска          | 15:10,20 | 26. мај | 25. СРЛ |
| 4.  | Елена Буркард        | Немачка          | 15:12,17 | 16. јун | 29. СРЛ |
| 5.  | Јип Вастенбург       | Холандија        | 15:15,77 | 21. јул | 35. СРЛ |
| 6.  | Мелиса Кортни        | Велика Британија | 15:16,51 | 8. јун  | 38. СРЛ |
| 7.  | Хана Клајн           | Немачка          | 15:17,47 | 22. јул | 40. СРЛ |
| 8.  | Лона Чемтаи Салпетер | Израел           | 15:17,81 | 14. јул | 41. СРЛ |
| 9.  | Лин Нилсон           | Шведска          | 15:18,14 | 3. мај  | 43. СРЛ |
| 10. | Стефани Твел         | Велика Британија | 15:18,77 | 8. јун  | 46. СРЛ |

Такмичарке чија су имена подебљана учествовали су на ЕП.

## Квалификациона норма
| 15:40,00 |

## Сатница
| Датум            | Време | Коло   |
| ---------------- | ----- | ------ |
| 12. август 2018. | 20:15 | Финале |

## Освајачи медаља
| Освајачи медаља |                      |             |  |  |  |  |
|                 |                      |             |  |  |  |  |
|                 |                      |             |  |  |  |  |
|                 |                      |             |  |  |  |  |
| Сифан Хасан     | Ајлиш Маколган       | Јасемин Џан |  |  |  |  |
| Холандија       | Уједињено Краљевство | Турска      |  |  |  |  |

## Резултати

### Финале
Такмичење је одржано 12. августа 2018. године у 20:15.
| Место | Атлетичарка             | Земља                | ЛР       | ЛРС      | Резултат | Белешка   |
| ----- | ----------------------- | -------------------- | -------- | -------- | -------- | --------- |
|       | Сифан Хасан             | Холандија            | 14:22,34 | 14:22,34 | 14:46,12 | РЕП       |
|       | Ајлиш Маколган          | Уједињено Краљевство | 14:48,49 | 14:52,83 | 14:53,05 |           |
|       | Јасемин Џан             | Турска               | 14:36,82 | 15:30,38 | 14:57,63 | ЛРС       |
| 4.    | Констанце Клостерхалфен | Немачка              | 14:51,38 | 15:19,93 | 15:03,73 | ЛРС       |
| 5.    | Мелиса Кортни           | Уједињено Краљевство | 15:16,51 | 15:16,51 | 15:04,75 | ЛР        |
| 6.    | Сузан Кујкен            | Холандија            | 14:51,25 | 15:22,70 | 15:09,65 | ЛРС       |
| 7.    | Анкута Бобочел          | Румунија             | 15:39,08 | 15:39,08 | 15:16,13 | ЛР        |
| 8.    | Морин Костер            | Холандија            | 15:07,20 | 15:19,61 | 15:21,64 |           |
| 9.    | Шарлота Фоугберг        | Шведска              | 15:23,80 | 15:23,80 | 15:24,36 |           |
| 10.   | Стефани Твел            | Уједињено Краљевство | 14:54,08 | 15:18,77 | 15:41,10 |           |
| 11.   | Катажина Рутковска      | Пољска               | 15:37,31 | 15:37,31 | 15:41,52 |           |
| 12.   | Паулина Качинска        | Пољска               | 15:29,67 | 15:29,67 | 15:49,21 |           |
| 13.   | Луиз Картон             | Белгија              | 15:23,82 | 15:33,25 | 15:53,27 |           |
| 14.   | Денисе Кребс            | Немачка              | 15:26,58 | 15:26,58 | 16:07,98 |           |
| 15.   | Јулија Шматенко         | Украјина             | 15:22,85 | 15:24,73 | 16:41,37 |           |
|       | Лин Нилсон              | Шведска              | 15:18,14 | 15:18,14 | НЗ       |           |
|       | Хана Клајн              | Немачка              | 15:17,14 | 15:17,47 | НЗ       |           |
|       | Нада Пауер              | Аустрија             | 15:40,61 | 15:40,61 | Диск.    | 163.5(ц). |
|       | Лона Чемтаи Салпетер    | Израел               | 15:17,81 | 15:17,81 | Диск.    | 163.5(ц). |

Подебљани лични рекорди су и национални рекорди земље коју такмичарка представља

## Пролазна времена
| Дистанца | Атлетичарка          | Држава               | Време    |
| -------- | -------------------- | -------------------- | -------- |
| 1.000 м  | Ајлиш Маколган       | Уједињено Краљевство | 3:03,01  |
| 2.000 м  | Ајлиш Маколган       | Уједињено Краљевство | 6:01,62  |
| 3.000 м  | Јасемин Џан          | Турска               | 8:59,58  |
| 4.000 м  | Лона Чемтаи Салпетер | Израел               | 12:03,30 |